# Dogok (métro de Séoul)
Dogok (hangeul : 도곡 ; hanja : 道谷) est une station de correspondance entre la ligne 3 et la ligne Suin–Bundang du métro de Séoul. Elle est située au 2814 Nambusunhwan-ro, quartier Dogok 2-dong, dans l'arrondissement Gangnam-gu à Séoul en Corée du Sud.
Ouverte en 1993 et devenue une station de correspondance en 2003, elle est desservie par les rames qui circulent sur la ligne 3 et la ligne Suin–Bundang.

## Situation sur le réseau

Plan du réseau (2023)

La station souterraine Dogok est une station de correspondance entre la ligne 3 et la ligne Suin–Bundang du métro de Séoul, :
sur la ligne 3, elle est située entre la station Maebong, en direction du terminus nord-ouest Daehwa, et la station Daechi, en direction du terminus sud-est Ogeum, ;
sur la ligne Suin–Bundang, elle est située entre la station Hanti, en direction du terminus nord Cheongnyangni, et la station Guryong en direction du terminus ouest Incheon,.

## Histoire
La station Dogok est mise en service le 30 octobre 1993, lors de l'ouverture à l'exploitation d'un prolongement de la ligne 3 du métro de Séoul, de 7,5 km, entre les stations Yangjae et Suseo,.
Elle devient une station de correspondance le 3 septembre 2003, lors de l'ouverture à l'exploitation de la section de 6,6 km entre Suseo et Seolleung, sur la ligne Bundang,.
Puis c'est une station de passage et de correspondance de la ligne Suin–Bundang, lors de la création de celle-ci, le 12 septembre 2020, par la fusion de la ligne Bundang et de la ligne Suin, reliées par un nouveau tronçon complété par l'utilisation en commun d'un tronçon de la ligne 4 du métro de Séoul.

## Services aux voyageurs

### Accès et accueil
La station souterraine est située au 2814 Nambusunhwan-ro, quartier Dogok 2-dong. Elle dispose de quatre bouches, numérotées de 1 à 4, situées de part et d'autre de la Nambusunhwan-ro autour de son croisement avec la Seolleung-ro. Au sous-sol, comme toutes les stations de la ligne, elle dispose d'une billetterie équipée d'automates pour l'achat de titres de transport valables sur l'ensemble du réseau du métro de Séoul. Les quais sont au dernier sous-sol, des escaliers et escaliers mécaniques permettent les relations avec la surface. Un ascenseur et notamment des toilettes permettent l'accessibilité aux personnes à la mobilité réduite.

### Desserte

#### Station ligne 3
Dogok est desservie par les rames omnibus qui circulent sur la ligne 3. Elle dispose de deux voies desservant deux quais équipés de portes palières.

Installations ligne 3
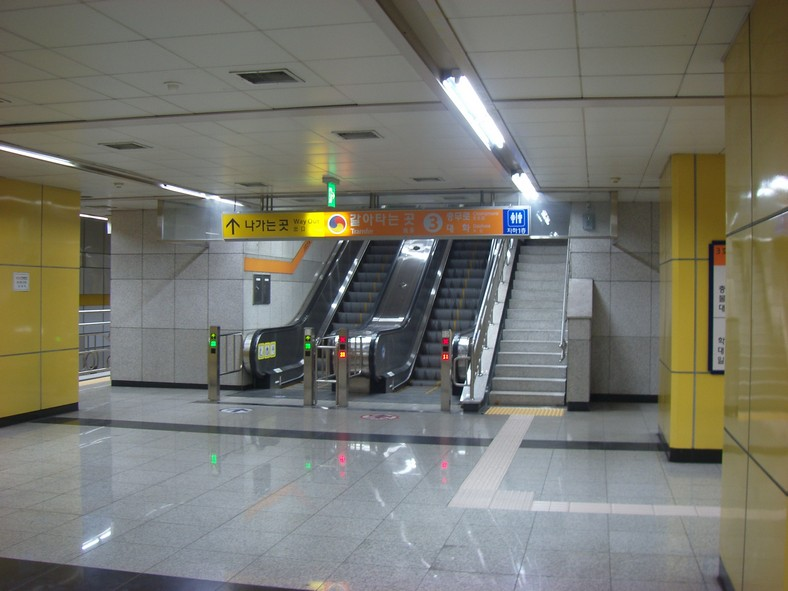
En 2007.
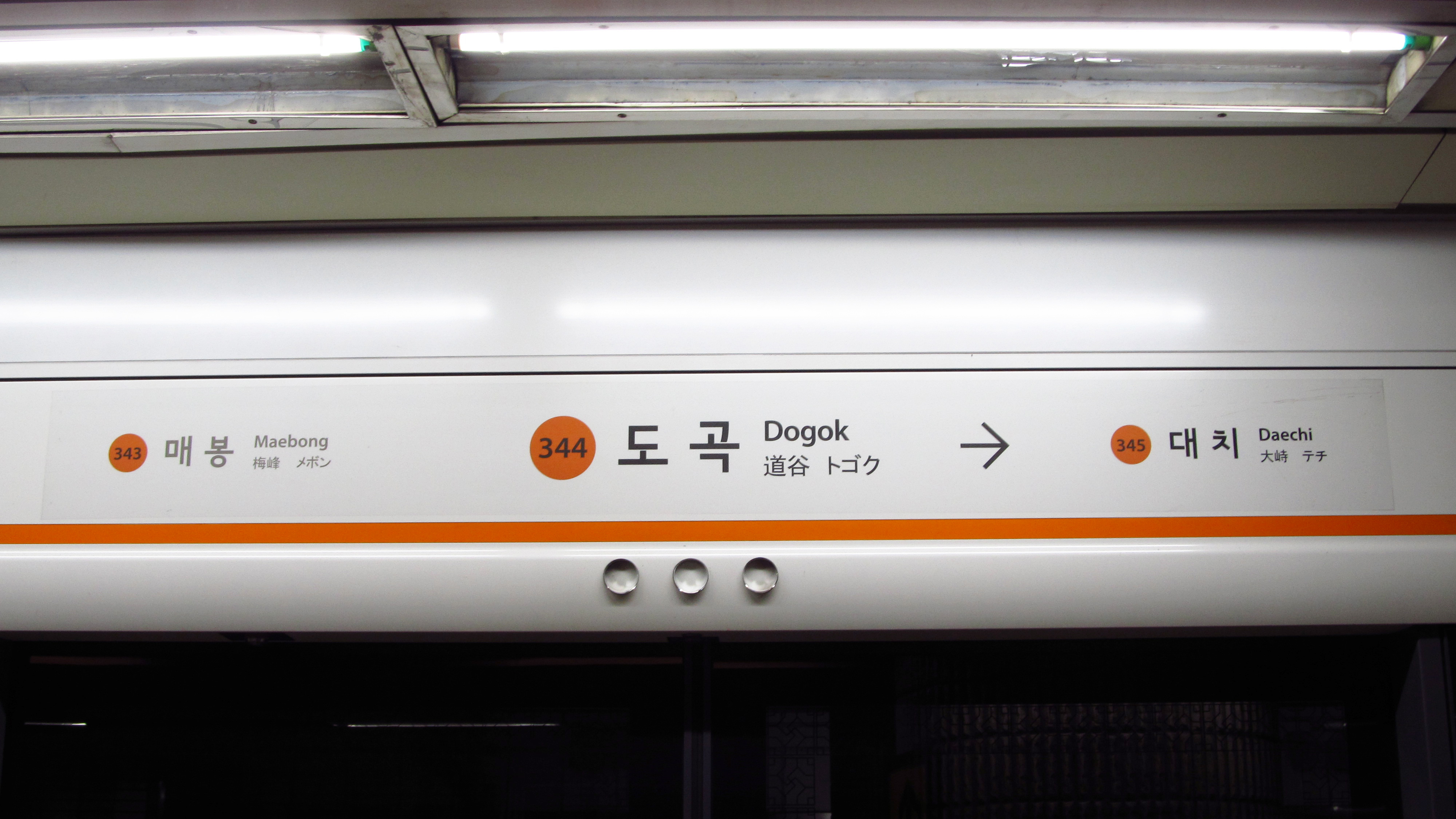
En 2018.
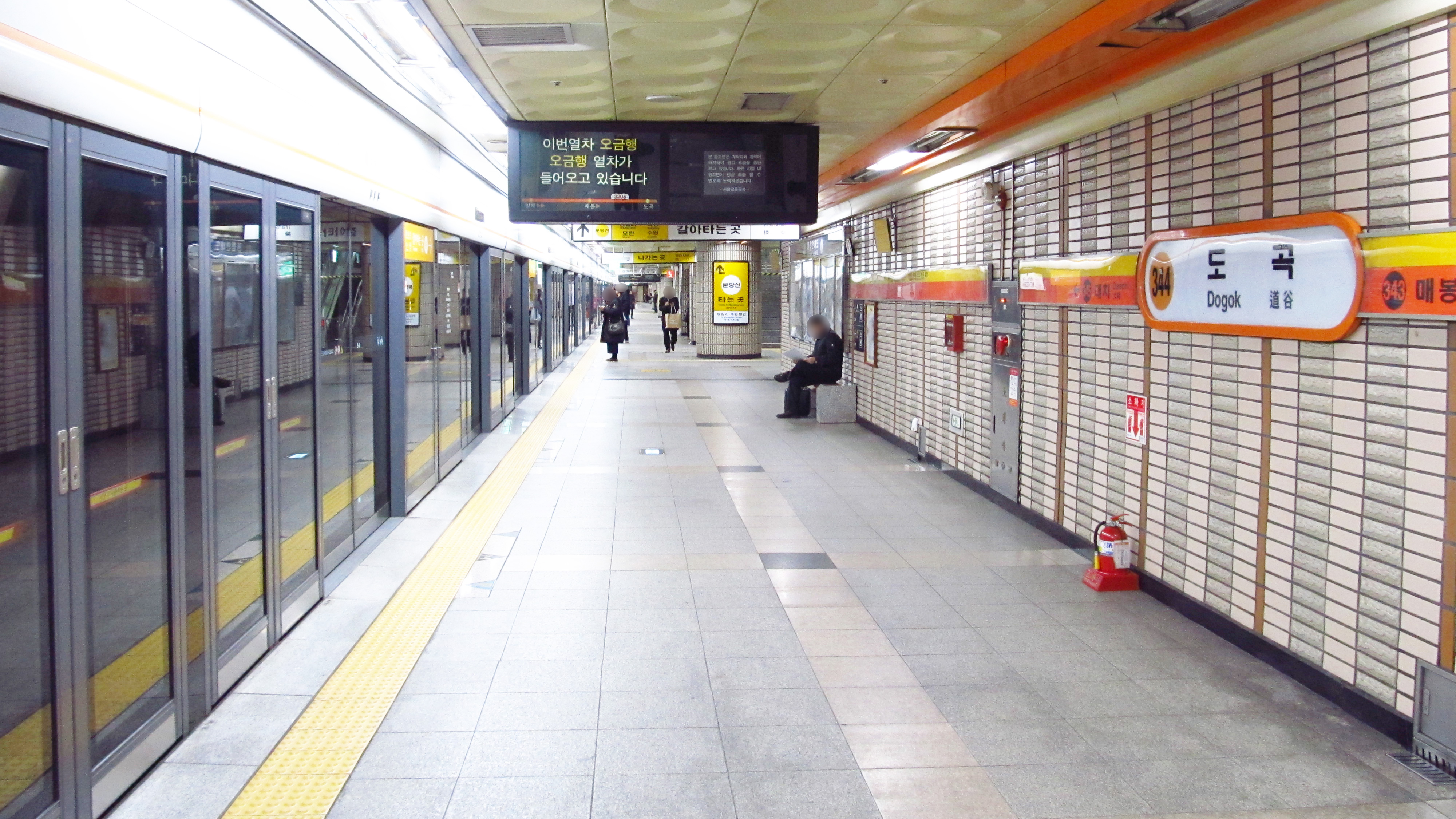
En 2018.

#### Station Suin–Bundang
Dogok est desservie par les rames omnibus qui circulent sur la ligne Suin–Bundang. Elle dispose de deux voies desservant deux quais équipés de portes palières.

Installations ligne Suin–Bundang
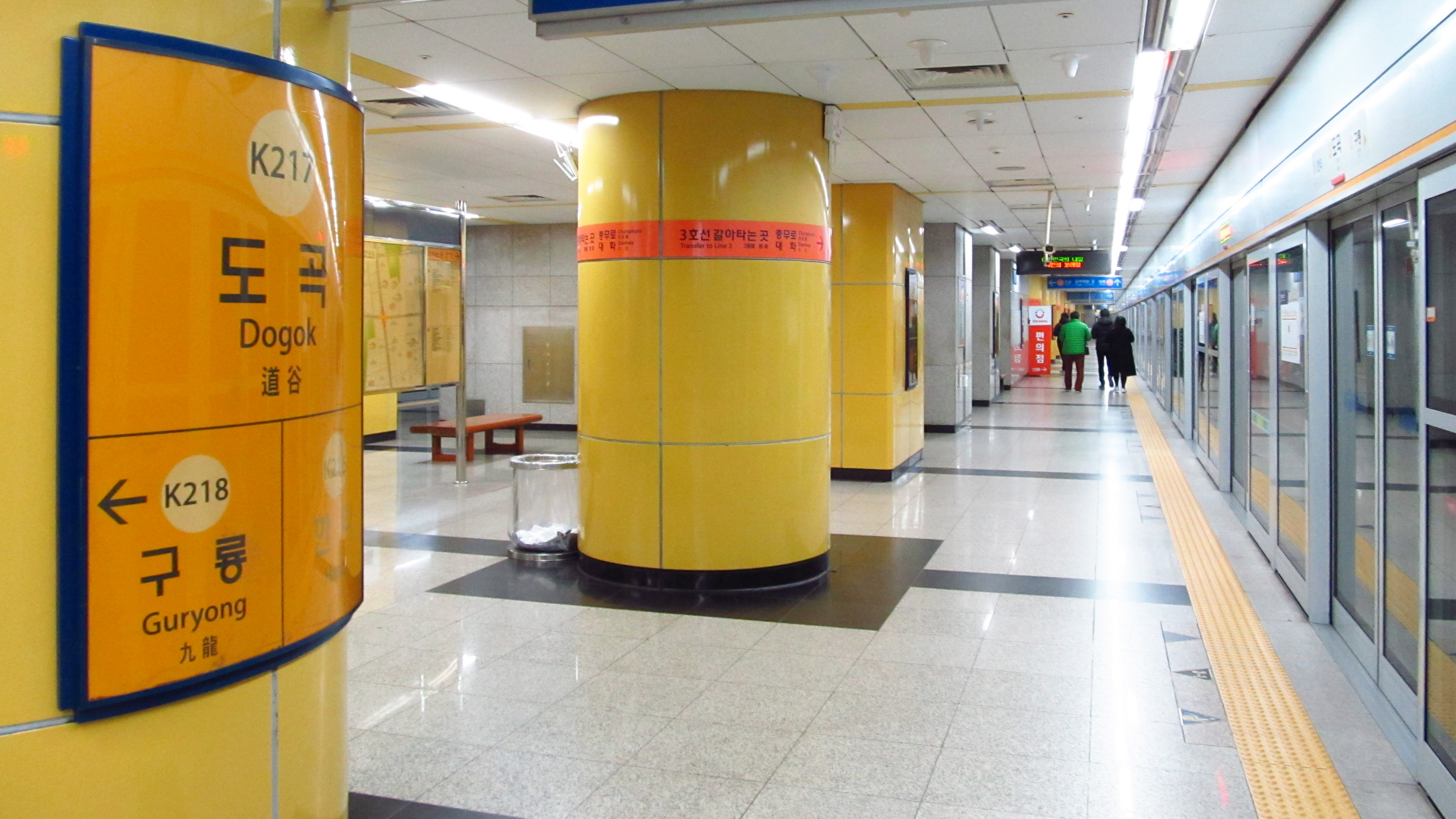
En 2018.
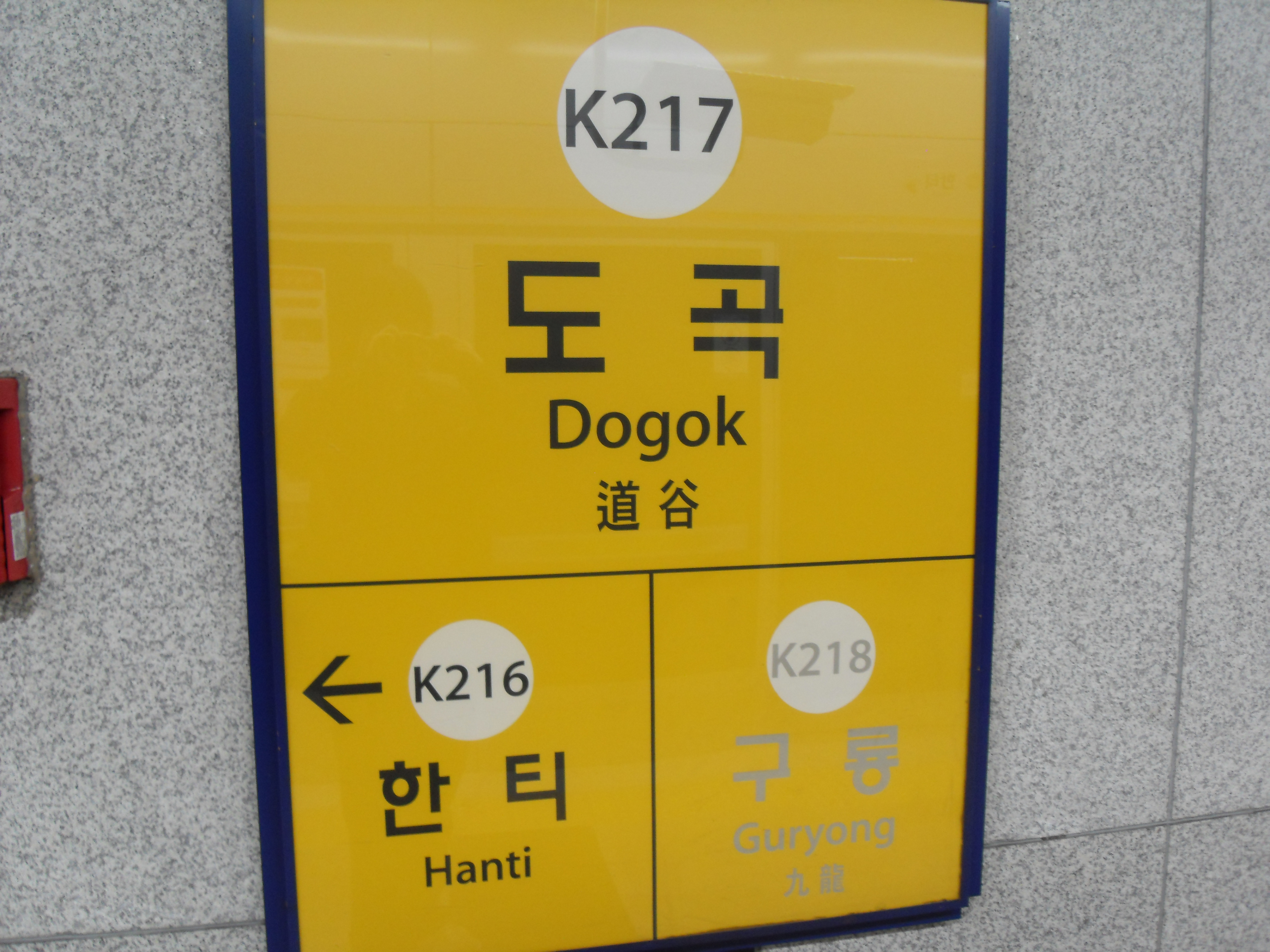
En 2011.
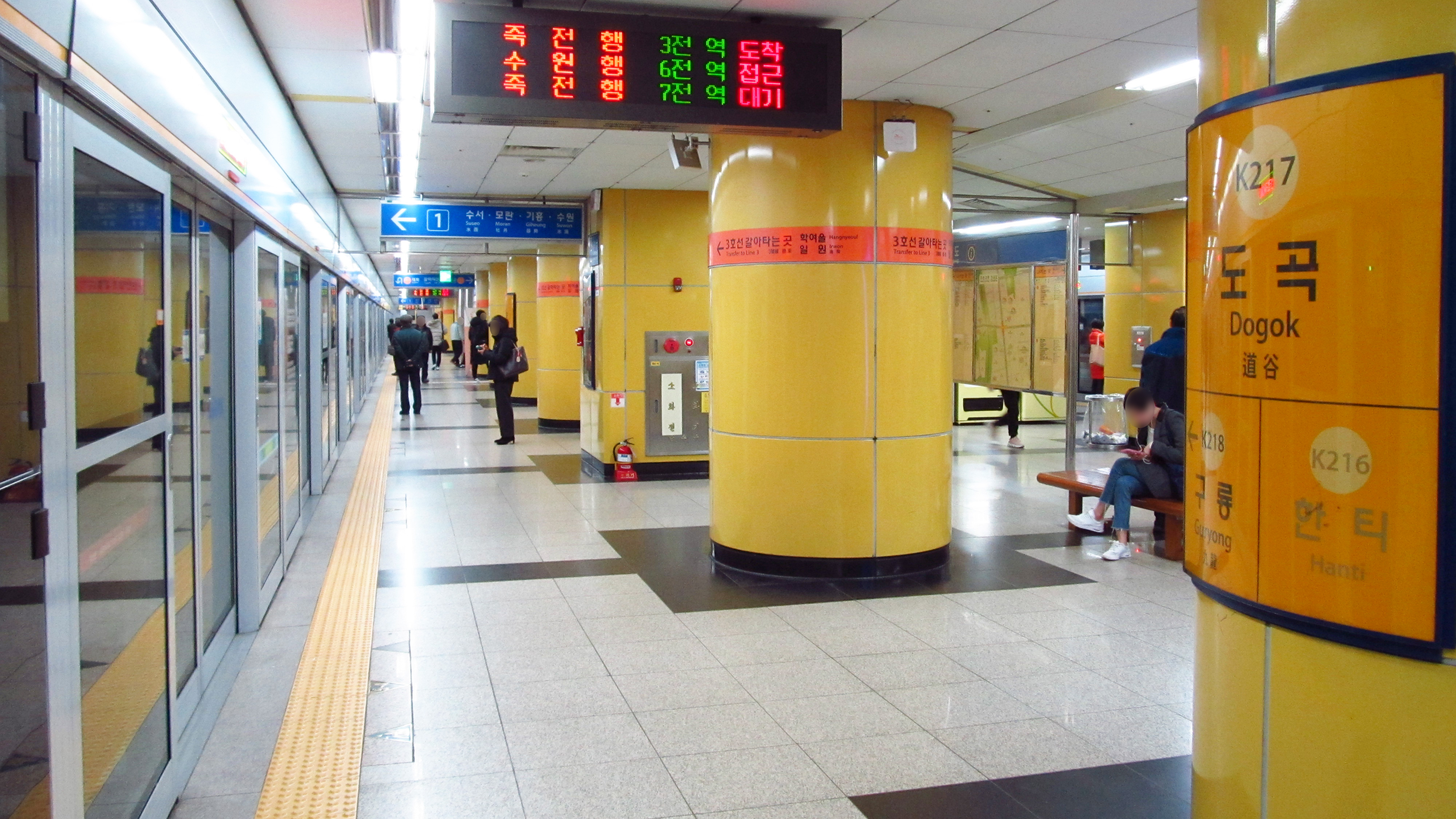
En 2018.

### Intermodalité
Des arrêts de bus sont établis à proximité des bouches de la station.

## À proximité
Les bouches n°3 et 4 permettent de rejoindre les sites touristiques du ruisseau Yangjaecheon, du parc du quartier Neulbeot et du village de Guryong.